# Chisocheton ceramicus
Chisocheton ceramicus är en tvåhjärtbladig växtart som beskrevs av Friedrich Anton Wilhelm Miquel. Chisocheton ceramicus ingår i släktet Chisocheton och familjen Meliaceae. Inga underarter finns listade i Catalogue of Life.